# ニエル賞
ニエル賞（ニエルしょう、仏: Prix Niel）とは、フランスギャロがパリロンシャン競馬場の芝2400メートルで施行する競馬の平地重賞競走である。グループ制では1987年からG2に類されている。出走条件はサラブレッド3歳限定である。凱旋門賞の3週間前に前哨戦として行われる。日本ではかつて「ニエユ賞」という表記が用いられたが、現在はフランス語の発音に近い「ニエル賞」が主に使われている。

## 概要
1952年に3歳以上の競走馬による重賞競走としてシャンティイ賞（Prix de Chantilly）の名称で創設される。創設時は3歳以上に開かれていたが、1955年より3歳限定とした上で、凱旋門賞の前哨戦に位置づけられた。
1971年にフォワ賞と同日開催日となり、翌1972年には1970年10月8日に90歳で亡くなったガストン・ニエル伯爵（1880-1970）を記念して現競走名に改名されている。1979年からは距離・コースとも本番の凱旋門賞と同条件となった。
凱旋門賞では斤量の関係で3歳馬が有利となっている事から、当競走から多数の凱旋門賞勝ち馬が出ていたが、2006年のレイルリンクを最後に当競走から凱旋門賞を制した馬は出ていない。
2013年度現在の総額賞金は13万0000ユーロで優勝賞金は7万4100ユーロ、2着賞金は2万8600ユーロ、3着賞金は1万3650ユーロ、4着賞金は9100ユーロ、5着賞金は4550ユーロと定められている。

## 歴史
- 1952年 - 3歳以上のサラブレッドによる重賞競走としてシャンティイ賞が創設され、ロンシャン競馬場の芝2,400mで施行される。
- 1953年 - 施行距離を2,300mに短縮。
- 1955年 - 凱旋門賞のトライアルレースとなり、競走条件を3歳限定の2,400mに変更。
- 1960年 - 施行距離を2,000メートルに短縮。
- 1960年 - 施行距離を2,400メートルに延長。
- 1964年 - 1965年 - シャンティイ競馬場で開催。
- 1966年 - ロンシャン競馬場に戻り、施行距離を2,100メートルに短縮。
- 1968年 - 施行距離を2,200メートルに延長。
- 1971年 - グループ制の導入に伴い、G3に格付け。ニエル賞に改名。
- 1979年 - 施行距離を凱旋門賞と同じ2,400メートルに延長。
- 1987年 - 格付けがG2に昇格。
- 2006年 - アンドレ・ファーブル厩舎が3連覇。
- 2013年 - キズナが優勝。日本調教馬としては史上初。
- 2016年 - 2017年 - シャンティイ競馬場で代替開催。
- 2020年 - 新型コロナウイルスの影響で開催中止。同日に、順延したパリ大賞典を開催[5]。
- 2021年 - せん馬の出走が可能となる[6]。

### 歴代優勝馬
※G2昇格（1987年）以降の優勝馬を記載する。
| 回数   | 施行日        | 調教国・優勝馬     | 日本語読み                 | 性齢 | タイム  | 優勝騎手         | 管理調教師           | 凱旋門賞の成績 |
| ------ | ------------- | ------------------ | -------------------------- | ---- | ------- | ---------------- | -------------------- | -------------- |
| 第36回 | 1987年9月13日 | Trempolino         | トランポリーノ(en)         | 牡3  | 2:38.40 | P.エデリー       | A.ファーブル         | 1着            |
| 第37回 | 1988年9月11日 | Fijar Tango        | フィハルタンゴ             | 牡3  | 2:34.60 | A.S.クルーズ     | GE.Mikhalidès        | 7着            |
| 第38回 | 1989年9月17日 | Golden Pheasant    | ゴールデンフェザント       | 牡3  | 2:32.50 | A.S.クルーズ     | J.ピース(en)         | 14着           |
| 第39回 | 1990年9月16日 | Epervier Bleu      | エペルヴィエブルー         | 牡3  | 2:32.00 | D.ブフ           | E.ルルーシュ         | 2着            |
| 第40回 | 1991年9月15日 | Subotica           | スボーティカ(en)           | 牡3  | 2:28.50 | T.ジャルネ(en)   | A.ファーブル         | 2着            |
| 第41回 | 1992年9月13日 | Songlines          | ソンライン                 | 牡3  | 2:32.80 | O.ブノワ         | E.バーソロミュー     | -              |
| 第42回 | 1993年9月12日 | Hernando           | エルナンド                 | 牡3  | 2:36.70 | C.アスムッセン   | F.ブータン(en)       | 16着           |
| 第43回 | 1994年9月11日 | Carnegie           | カーネギー                 | 牡3  | 2:34.90 | T.ジャルネ       | A.ファーブル         | 1着            |
| 第44回 | 1995年9月10日 | Housamix           | ウサミックス               | 牡3  | 2:36.10 | T.ジャルネ       | A.ファーブル         | 不出走         |
| 第45回 | 1996年9月15日 | Helissio           | エリシオ                   | 牡3  | 2:30.40 | O.ペリエ         | E.ルルーシュ         | 1着            |
| 第46回 | 1997年9月14日 | Rajpoute           | ラージプート               | 牡3  | 2:30.90 | G.モッセ         | F.ドゥーメン(en)     | 不出走[a]      |
| 第47回 | 1998年9月13日 | Sagamix            | サガミックス               | 牡3  | 2:41.30 | O.ペリエ         | A.ファーブル         | 1着            |
| 第48回 | 1999年9月12日 | Montjeu            | モンジュー                 | 牡3  | 2:32.80 | M.キネーン       | J.ハモンド(en)       | 1着            |
| 第49回 | 2000年9月10日 | Sinndar            | シンダー                   | 牡3  | 2:26.40 | J.ムルタ         | J.オックス(en)       | 1着            |
| 第50回 | 2001年9月16日 | Golan              | ゴーラン                   | 牡3  | 2:27.00 | K.ファロン       | M.スタウト           | 4着            |
| 第51回 | 2002年9月15日 | Sulamani           | スラマニ                   | 牡3  | 3:12.80 | T.テュリエ(en)   | P.バリー(en)         | 2着            |
| 第52回 | 2003年9月14日 | Dalakhani          | ダラカニ                   | 牡3  | 2:27.60 | C.スミヨン       | A.ロワイエ＝デュプレ | 1着            |
| 第53回 | 2004年9月12日 | Valixir            | ヴァリクシール             | 牡3  | 2:29.40 | E.ルグリ(en)     | A.ファーブル         | 10着[b]        |
| 第54回 | 2005年9月11日 | Hurricane Run      | ハリケーンラン             | 牡3  | 2:30.70 | K.ファロン       | A.ファーブル         | 1着            |
| 第55回 | 2006年9月10日 | Rail Link          | レイルリンク               | 牡3  | 2:31.90 | C.スミヨン       | A.ファーブル         | 1着            |
| 第56回 | 2007年9月16日 | Soldier Of Fortune | ソルジャーオブフォーチュン | 牡3  | 2:25.60 | J.ムルタ         | A.オブライエン       | 5着            |
| 第57回 | 2008年9月14日 | Vision D'Etat      | ヴィジョンデタ             | 牡3  | 2:27.40 | I.メンディザバル | E.リボー             | 5着            |
| 第58回 | 2009年9月13日 | Cavalryman         | キャヴァルリーマン         | 牡3  | 2:30.10 | L.デットーリ     | A.ファーブル         | 3着            |
| 第59回 | 2010年9月12日 | Behkabad           | ベーカバド                 | 牡3  | 2:30.80 | C.ルメール       | J-C.ルジェ           | 4着            |
| 第60回 | 2011年9月11日 | Reliable Man       | リライアブルマン           | 牡3  | 2:32.43 | G.モッセ         | A.ロワイエ＝デュプレ | 15着           |
| 第61回 | 2012年9月16日 | Saonois            | サオノワ                   | 牡3  | 2:35.31 | A.アムラン       | J.ゴーヴァン         | 15着           |
| 第62回 | 2013年9月15日 | Kizuna             | キズナ                     | 牡3  | 2:37.64 | 武豊             | 佐々木晶三           | 4着            |
| 第63回 | 2014年9月14日 | Ectot              | エクトー                   | 牡3  | 2:26.36 | G.ブノワ         | E.ルルーシュ         | 17着           |
| 第64回 | 2015年9月13日 | New Bay            | ニューベイ                 | 牡3  | 2:35.10 | V.シュミノー     | A.ファーブル         | 3着            |
| 第65回 | 2016年9月11日 | Makahiki           | マカヒキ                   | 牡3  | 2:35.84 | C.ルメール       | 友道康夫             | 14着           |
| 第66回 | 2017年9月10日 | Cracksman          | クラックスマン             | 牡3  | 2:37.78 | L.デットーリ     | J.ゴスデン           | 不出走         |
| 第67回 | 2018年9月16日 | Brundtland         | ブルントラント             | 牡3  | 2:31.55 | J.ドイル         | C.アップルビー       | 不出走         |
| 第68回 | 2019年9月15日 | Sottsass           | ソットサス                 | 牡3  | 2:27.46 | C.デムーロ       | J-C.ルジェ           | 3着            |
| 第69回 | 2021年9月12日 | Bubble Gift        | バブルギフト               | 牡3  | 2:34.63 | G.モッセ         | M.デルザングル       | 8着            |
| 第70回 | 2022年9月11日 | Simca Mille        | シムカミル                 | 牡3  | 2:32.81 | G.ブノワ         | S.ワッテル           | 不出走         |
| 第71回 | 2023年9月10日 | Fantastic Moon     | ファンタスティックムーン   | 牡3  | 2:33.20 | R.ピーヒュレク   | F.Steinberg          | 11着           |
| 第72回 | 2024年9月15日 | Sosie              | ソジー                     | 牡3  | 2:34.33 | M.ギュイヨン     | A.ファーブル         | 4着            |

a  1997年に凱旋門賞優勝馬となる大本命パントルセレブル（Peintre Celebre）は2着。

b  2004年に凱旋門賞優勝馬となるバゴ（Bago）は3着。

1986年以前のおもな優勝馬は以下のとおり。
- 1954年 - シカボーイ（Sica Boy）
- 1960年 - ピュイッサンシェフ（Puissant Chef）
- 1963年 - ルメニル（Le Mesnil）
- 1965年 - スーパーサム（Super Sam）
- 1966年 - ネルシウス（Nelcius）
- 1967年 - Taj Dewan
- 1968年 - ヴェイグリーノーブル（Vaguely Noble）
- 1969年 - ベルバリー（Belbury）
- 1970年 - ステインテイノ（Stintino）
- 1972年 - ハードツービート（Hard to Beat）
- 1973年 - ダリア（Dahlia）
- 1974年 - ミシシッピアン（Mississipian）

- 1975年 - アンズプリテンダー（Anne's Pretender）
- 1976年 - ユース（Youth）
- 1977年 - クリスタルパレス（Crystal Palace）
- 1978年 - ゲイメセン（Gay Mecene）
- 1979年 - ルマルモ（Le Marmot）
- 1980年 - Prince Bee
- 1981年 - アカラッド（Akarad）
- 1982年 - Bon Sang
- 1983年 - サガス（Sagace）
- 1984年 - Cariellor
- 1985年 - ムクター（Mouktar）
- 1986年 - ベーリング（Bering）

### 記録
- レースレコード - 2:25.60（2007年優勝馬ソルジャーオブフォーチュン）
- 最多優勝騎手（4勝）
  - イヴ・サンマルタン（1966年、1981年、1983年、1985年）
  - フレディ・ヘッド（1967年、1974年、1978年、1984年）
- 最多勝調教師（10勝） - アンドレ・ファーブル（1984年、1987年、1991年、1994年、1995年、1998年、2004年～2006年、2009年）
- 最多勝馬主（5勝） - アーガー・ハーン4世（1981年、1985年、2000年、2003年、2010年）